# Якты-Елга
 Якты-Елга  — деревня в Бавлинском районе Татарстана. Входит в состав Кзыл-Ярского сельского поселения.

## География
Находится в юго-восточной части Татарстана на расстоянии приблизительно 7 км по прямой на север-северо-восток от районного центра города Бавлы.

## История
Основана в 1920-х годах.

## Население
Постоянных жителей было: в 1938—111, в 1949—103, в 1958—101, в 1970 — 95, в 1979 — 67, в 1989 — 2, в 2002 − 1 (татары 100 %), 2 в 2010.